# Tartanedo
Tartanedo es un municipio y localidad española de la provincia de Guadalajara, en la comunidad autónoma de Castilla-La Mancha. El término municipal, que incluye los núcleos de Amayas, Concha, Hinojosa, Labros y Tartanedo, tiene una población de 157 habitantes (INE 2024).

## Historia
Hacia mediados del siglo XIX, el lugar tenía contabilizada una población de 225 habitantes. La localidad aparece descrita en el decimocuarto volumen del Diccionario geográfico-estadístico-histórico de España y sus posesiones de Ultramar de Pascual Madoz de la siguiente manera:

TARTANEDO: l. con ayunt. en la prov. de Guadalajara (24 leg.), part. jud de Molina (2 1/2), aud terr. de Madrid (34), c. g. de Castilla la Nueva, dióc. de Sigüenza (10). sit. en la ladera de un cerro y combatido principalmente de los vientos del N.; su clima es frio, pero sano: tiene 60 casas; la consistorial; escuela de instruccion primaria, frecuentada por 13 alumnos; una fuente de buenas aguas; una igl. parr. servida por un cura y un sacristan: confina el térm. con los de Hinojosa, Pardos, Torrubia, Fueutelsaz y Milmarcos; dentro de él se encuentran varias fuentes de buenas aguas: el terreno, que participa de quebrado y llano, es de buena calidad. caminos: los que dirigen á los pueblos limítrofes: correo: se recibe y despacha en la cab. del part. prod.: trigo, cebada, avena, garbanzos y otras legumbres, alguna fruta, leñas de combustible, y buenos pastos, con los que se mantiene ganado lanar, cabrio, vacuno, mular y de cerda; no falta caza de liebres, conejos y perdices; ind.: la agrícola y recriacion de ganados. pobl.: 56 vec., 225 almas, cap. prod.: 1.624,000 rs.: imp.: 81,200 contr.: 4,548.
(Madoz, 1849, p. 610)

## Demografía
Tartanedo cuenta con una población de 157 habitantes (INE 2024).
| Gráfica de evolución demográfica de Tartanedo entre 1842 y 2021 |
| |
| Población de derecho según los censos de población del INE Población de hecho según los censos de población del INEEntre el censo de 1981 y el anterior, crece el término del municipio porque incorpora a Amayas, Concha, Hinojosa y Labros |

## Monumentos
- Iglesia de San Bartolomé

- Ermita de Santa Catalina (Hinojosa)